# Команда Б
«Кома́нда Б» — российский комедийный телесериал. Производством телесериала занимается компания «Стар-Т».
Телевизионная премьера сериала состоялась 19 февраля 2018 года в 20:00 на телеканале «СТС». Финальные серии вышли в эфир телеканала «СТС» 15 марта 2018 года.
Онлайн-премьера в сети Интернет прошла 12 февраля 2018 года при поддержке сервиса Videomore.

## Сюжет
Чтобы спасти племянника Мишу от тюремного заключения, генерал Брусницын поручает ему возглавить команду «Б» — группу ребят, прошедших отбор для полёта на Луну. Пилот-экстремал Миша, научный сотрудник Света, солдат в юбке Саша, красавчик-качок Егор и врач-неудачник Стас намерены покорить космос и обойти в этом деле профессионалов из команды «А».

## В главных ролях
| Актёр               | Роль                                                                                        |
| ------------------- | ------------------------------------------------------------------------------------------- |
| Владимир Яглыч      | Михаил Волков пилот, влюблён в Свету                                                        |
| Карина Андоленко    | Светлана Маркина научный сотрудник                                                          |
| Михаил Ефремов      | Фёдор Романович Брусницын генерал, руководитель космической программы, дядя Михаила Волкова |
| Настасья Самбурская | Александра Рубан бортинженер                                                                |
| Михаил Тарабукин    | Егор Скворняков второй пилот, встречается с Сашей Рубан                                     |
| Борис Дергачёв      | Стас Мутасов врач                                                                           |
| Сергей Баталов      | Виктор Степанович Охотин полковник                                                          |
| Ян Цапник           | Мороз подполковник                                                                          |

## В ролях
| Актёр                  | Роль |
| ---------------------- | --- |
| Павел Крайнов          | Антон Антонович Мельников-младший пилот команды А, встречается со Светой                                                       |
| Оскар Кучера           | Геннадий миллиардер, космический турист, верит в существование инопланетян                                                     |
| Павел Абдалов          | Павлов инструктор |
| Даниил Муравьев-Изотов | Фёдор внук генерала |
| Валерия Федорович      | Инга корреспондент |
| Камиль Ларин           | Антон Антонович Мельников-средний отец Антона Мельникова, сенатор, герой космонавт (вывел аварийный ракета-носитель на орбиту) |
| Борис Щербаков         | Антон Антонович Мельников-старший дед Антона Мельникова, герой космонавт (рекордсмен пребывания человека на орбите)            |

## Эпизоды
| Сезон | Сезон | Серии | Период трансляции          |
| ----- | ----- | ----- | -------------------------- |
|       | 1     | 20    | 19 февраля — 15 марта 2018 |

### Сезон 1
| № серии | Премьера   | Описание серии |
| ------- | ---------- | --- |
| 1       | 19.02.2018 | Пилот-экстремал Миша Волков летает на самолётах и вертолетах, выполняя головокружительные сумасшедшие трюки. А когда не летает — выпивает, тусуется, бегает за девушками и всячески прожигает жизнь. Дяде Мише, генералу Брусницыну, надоели выходки племянника. Он решает отправить Мишу в «Команду Б». |
| 2       | 19.02.2018 | Света видит Мишу в душе, он уверен, что понравился ей. Желая опровергнуть его догадки, Света идет на свидание с Егором. Помогать в любовных делах Егору берется его друг, врач «Команды Б» — Стас. |
| 3       | 20.02.2018 | В «Команде А» выбыл из строя первый пилот и нужна замена. Степаныч предлагает на это место Мишу, но Мороз находит Антона Мельникова, старого знакомого Миши по летному училищу, и объявляет соревнование за вакантную должность.                                                                         |
| 4       | 21.02.2018 | У «Команды Б» происходит отработка навыков в условиях невесомости в бассейне центра подготовки космонавтов. Оказалось, что Света не умеет плавать. Миша берется устранить это досадное недоразумение. |
| 5       | 22.02.2018 | В Звездном городке проходит соревнование по волейболу, в котором участвует и «Команда Б». Шансы команды на победу в турнире зависят от Миши, но он не хочет играть. |
| 6       | 26.02.2018 | У Егора и Саши намечается свидание, но никто из них не знает, как оно должно проходить. Миша и Света решают помочь друзьям. |
| 7       | 27.02.2018 | «Команда Б» должна сдать тест на приводнение. Миша вызывается «гонять» свою команду, пока они не научатся приводняться. Степаныч не верит в то, что Миша искренне желает помочь. |
| 8       | 28.02.2018 | К Антону приезжает отец, сенатор и герой России, чтобы передать семейную реликвию — стартовый ключ Гагарина. Света хочет познакомиться с отцом Антона, но сам Антон не горит желанием, ведь он обещал отцу жениться на другой.                                                                           |
| 9       | 01.03.2018 | Миша случайно объявляет репетицию взлета. Наблюдать за процессом собирается президент, но ни «Команда А», ни «Команда Б» к взлету не готовы. |
| 10      | 05.03.2018 | Руководство вводит в Звездном городке ужесточение режима. С подачи Миши, Стас и Егор организовывают подпольную торговлю алкоголем. Миша, напившись, узнает, что Света переезжает жить к Антону. |
| 11      | 06.03.2018 | Света проваливает технический экзамен из-за Антона. Чтобы искупить вину, Антон подделывает результат теста Светы. Но ей предстоит сдача полосы препятствий. |
| 12      | 07.03.2018 | «Команда Б» сдает психологические тесты. Стас узнает, что один из них провалил тест, но есть шанс исправиться на устном собеседовании. Чтобы не допустить исключения кого-то из «Команды Б», Миша соблазняет преподавательницу.                                                                          |
| 13      | 12.03.2018 | Света не может определиться, кто ей больше нравится — Антон или Миша. Чтобы разобраться в себе, она решает поговорить с психологом Наташей, но она не знает, что та встречается с Мишей. |
| 14      | 12.03.2018 | Одна из курсанток «Команды А» забеременела, и Свете предлагают перейти на её место. Все члены «Команды Б» считают это предательством, и только Миша хочет вернуть Свету. |
| 15      | 13.03.2018 | «Команде Б» предстоит очередной тест — нужно находиться некоторое время в абсолютно темной, звукоизолированной комнате, имитирующей вакуум. Неожиданно у Миши обнаруживается лунатизм. |
| 16      | 13.03.2018 | Генерал Брусницын просит Мишу посидеть со своим внуком. Мише помогает Света, потому что она считает, что Миша не умеет обращаться с детьми. |
| 17      | 14.03.2018 | Миша разрывает отношения с Наташей. Она решает ему отомстить и подстраивает так, чтобы он провалил тест на скорость реакции. |
| 18      | 14.03.2018 | У Степаныча юбилей, и «Команда Б» хочет устроить ему праздник, но денег нет. К тому же Степаныч не любит дни рождения. Единственный подарок, которого он ждет — решение от генерала о продлении его контракта.                                                                                           |
| 19      | 15.03.2018 | Степаныч уходит на пенсию, Мороз вынуждает Мишу уйти из «Команды Б», а сама команда распадается. Степаныч пытается уговорить Мишу попробовать обойти «Команду А», но тогда нужно вернуть свою команду.                                                                                                   |
| 20      | 15.03.2018 | «Команда Б» возвращается в строй, чтобы приступить к финальным тестам, которые определят, какая из команд отправится на Луну… |

## Производство сериала
Съёмки телесериала начались в августе 2017 года.
Часть съёмок проходила на территории закрытого административно-территориального образования «Звёздный городок» (Московская область).